# Parc national des Canyonlands
Le parc national des Canyonlands (en anglais : Canyonlands National Park) est un parc national américain situé près de Moab, dans l'État de l'Utah.
Il est désigné comme tel le 12 septembre 1964 par le Congrès des États-Unis. D'une superficie de 1 366 km2, il offre aux visiteurs une série de paysages colorés et façonnés par l'érosion du fleuve Colorado, en amont du lac Powell et du Grand Canyon, et de la Green River, dans un milieu semi-désertique.
Le parc est divisé en trois parties — Island in the Sky, The Needles et The Maze — délimitées par les deux cours d'eau, qui se rejoignent au milieu du parc. Chaque zone présente ses propres particularités ; les deux premières sont praticables en VTT et véhicules tout-terrain alors que la troisième nécessite un équipement professionnel. L'écrivain Edward Abbey, un habitué des lieux, a décrit Canyonlands comme « l'endroit le plus étrange, le plus merveilleux et le plus magique sur terre - il n'y a rien d'autre de pareil nulle part. ».

## Géomorphologie et géologie
En 1868, le major John Wesley Powell, professeur de géologie, met sur pieds une expédition dont le but est d'explorer les rivières Green et Colorado. L'expédition commence à la fin du mois de mai et dure jusqu'à la fin août. Dans son journal, Powell décrit une région « unique » et « étrange ».
Les Canyonlands se trouvent au nord du plateau du Colorado dans l'Utah. Ils se composent de :
- falaises en grès ;
- formes de relief : canyons, mesas, buttes ;
- trois secteurs : The Island in the Sky, The Needles, The Maze.

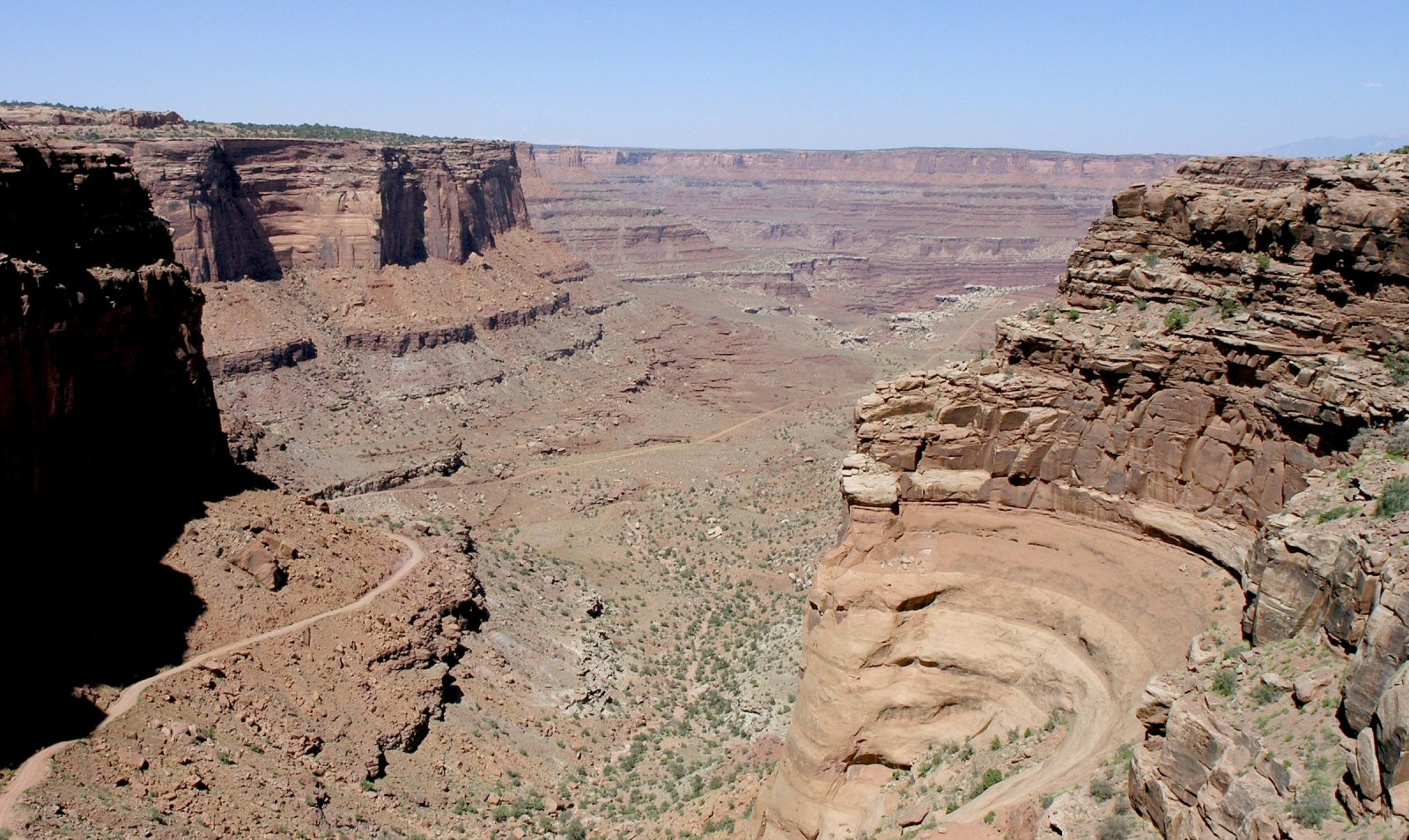
Shafer Trail Road.
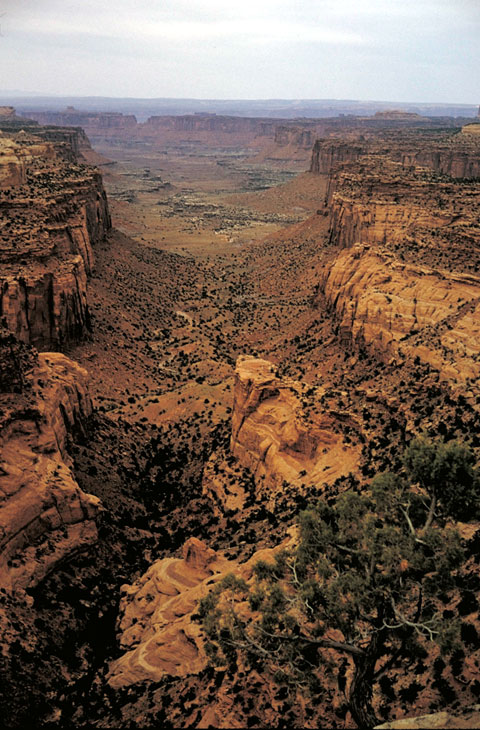
Canyonlands.
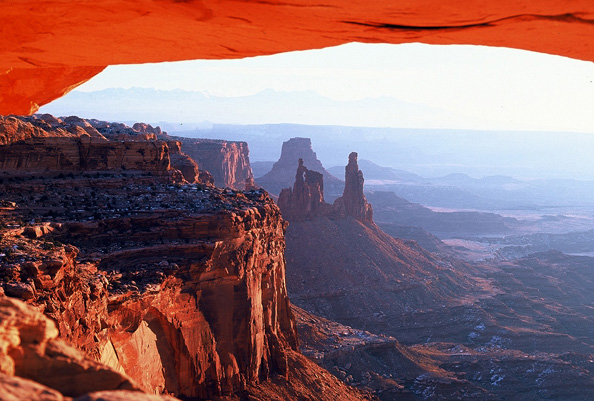
Mesa Arch.
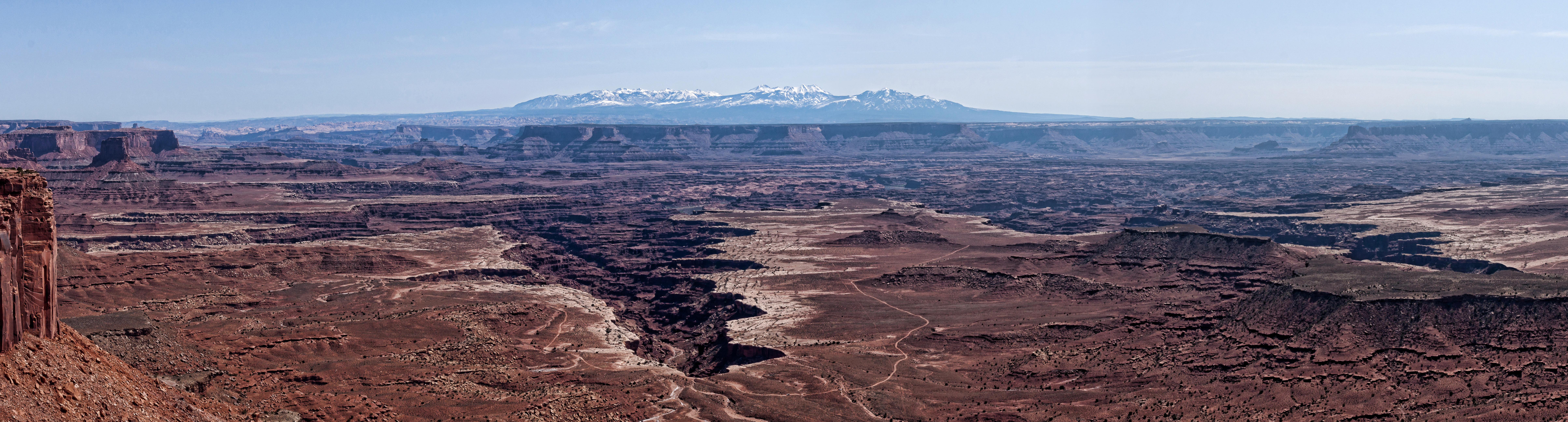
Grand Point Overlook.
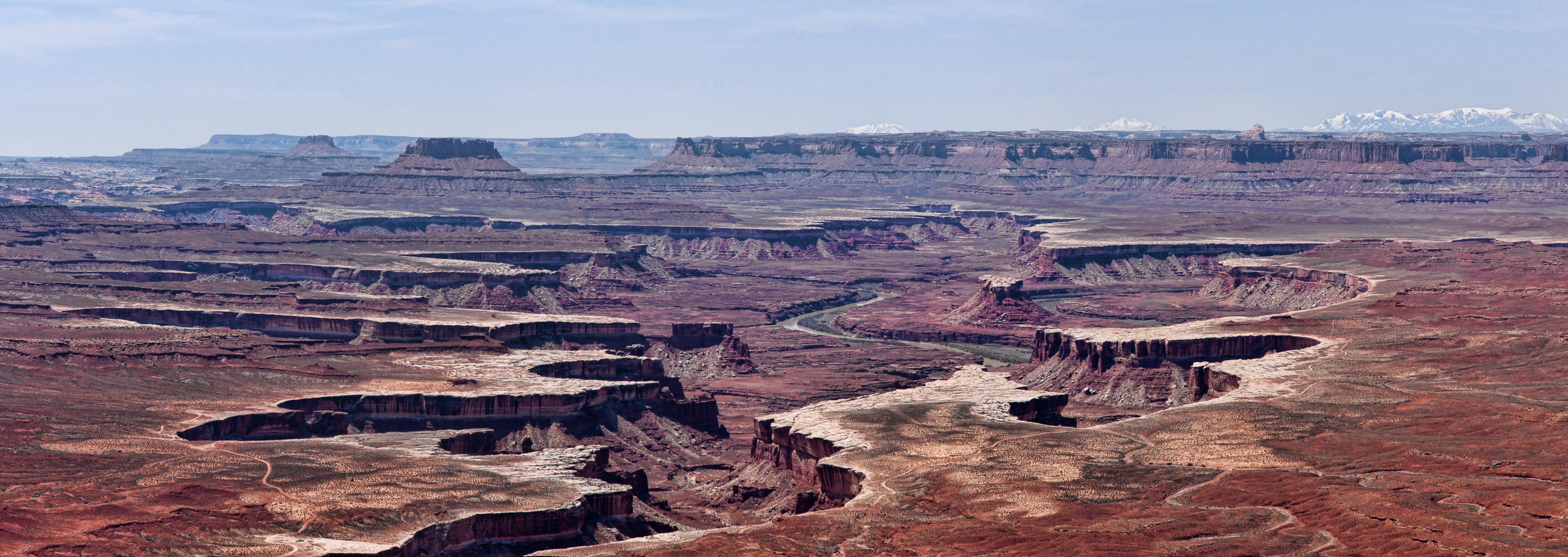
Green River Overlook.

### Island in the Sky(«L'Ile dans le ciel»)
Le Island in the Sky district est la partie du parc la plus accessible depuis la ville de Moab, à 40 minutes de route. Sorte de presqu'île suspendue à 1800 mètres d'altitude, elle est une immense mesa triangulaire. On l'appelle ainsi car elle est bordée de profonds canyons et n'est rattachée au reste du plateau que par un étroit goulot, le Neck. Elle offre des vues époustouflantes et des panoramas exceptionnels sur les rivières Colorado et Green qui serpentent 1200 mètres plus bas et sur un gigantesque amphithéâtre de grès rose.
C'est dans cette partie que se situe la célèbre Mesa Arch, arche naturelle de pierre tout aussi impressionnante que celles d'Arches National Park.
Cette partie du parc offre de belles randonnées et des points de vue superbes.

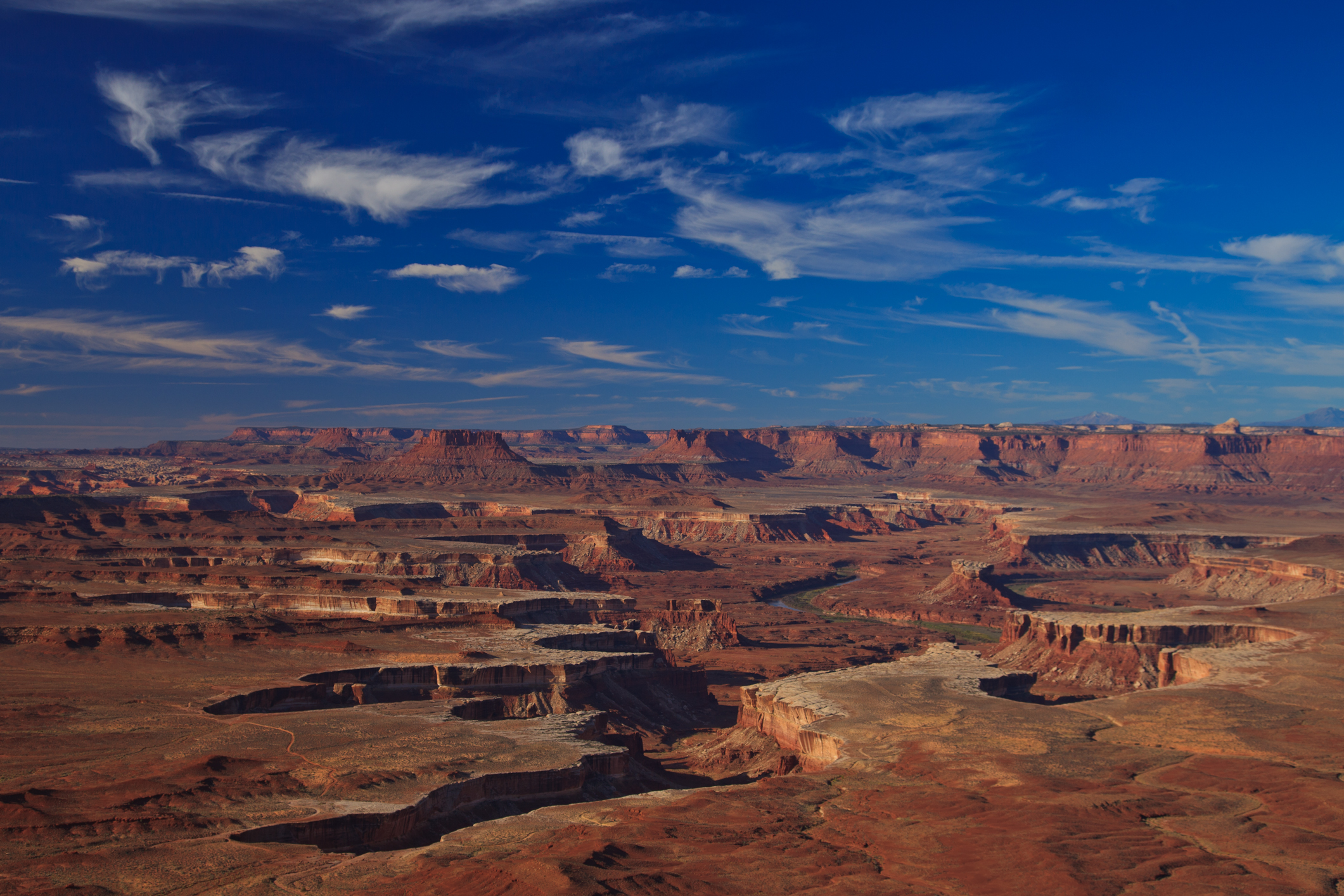
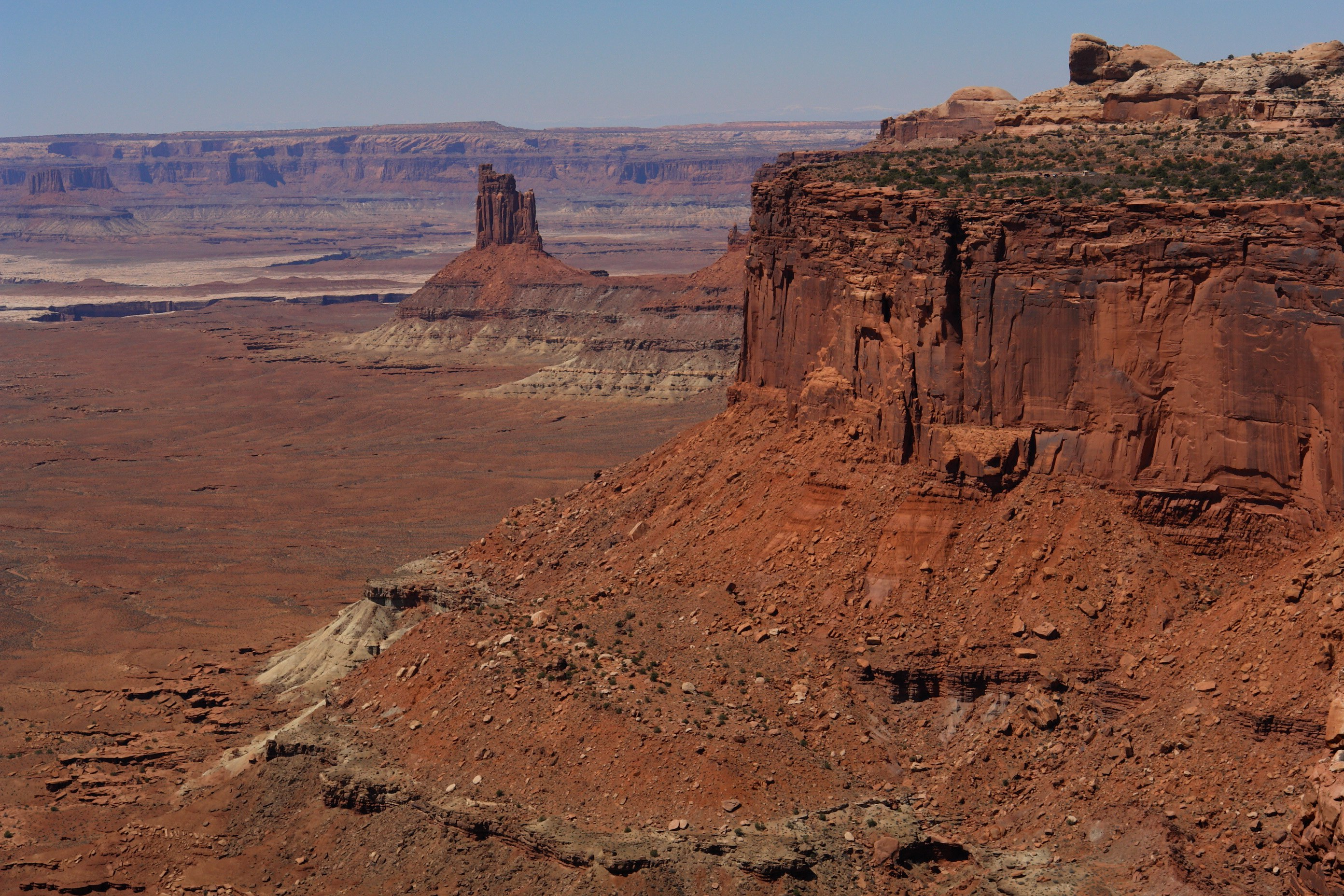
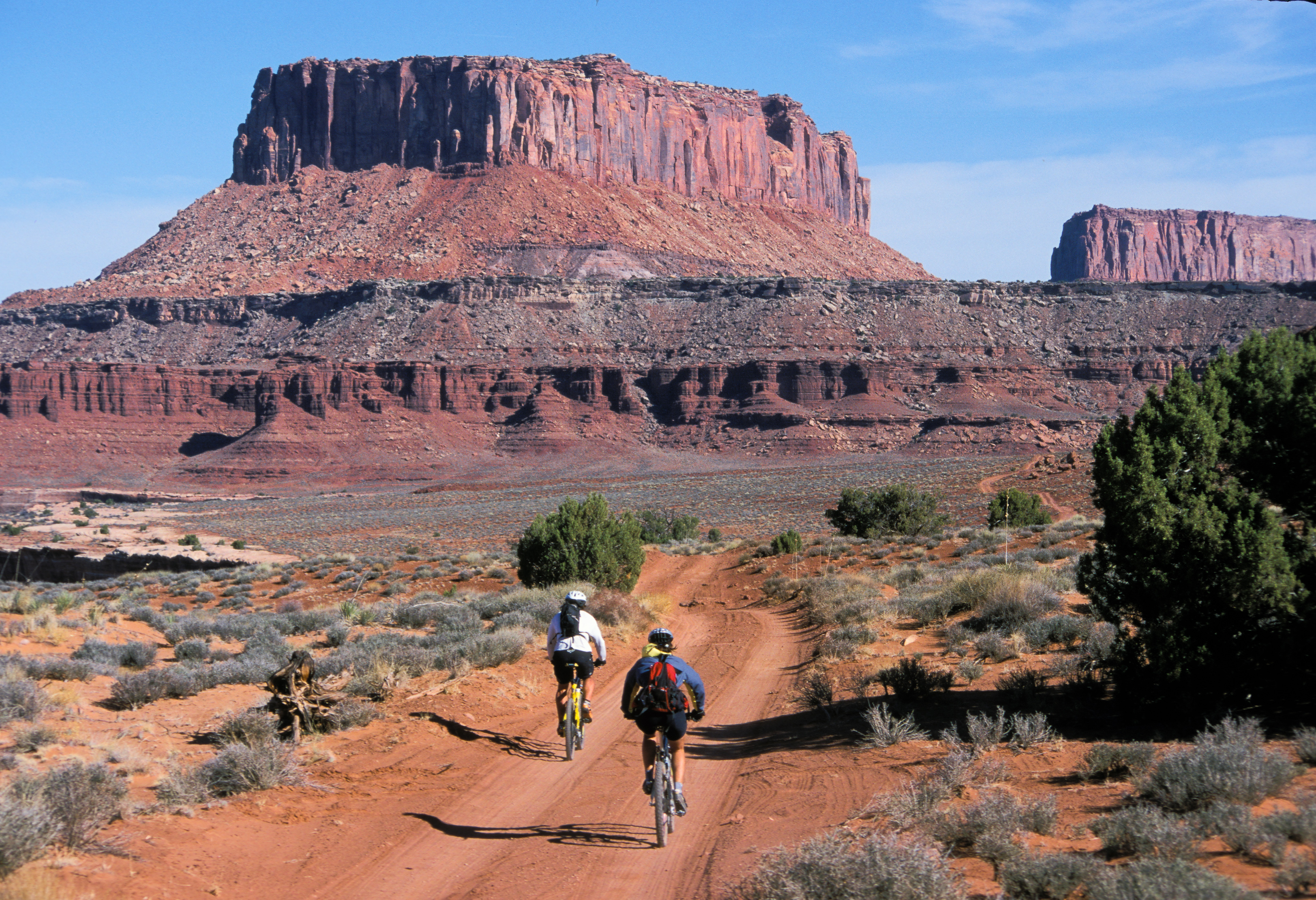

### The Needles(«Les Aiguilles»)
Le Needle district est la zone située au sud du parc. À près de 2 000 mètres d'altitude, elle offre un panorama grandiose et quasiment à 360°. Il y a environ 100 000 ans, le fleuve Colorado creuse un lit profond dans les couches de roches. Alors que le fleuve s'enfonce, la couche de sel sous-jacente remonte vers la surface provoquant des cassures à l'est. Les failles délimitent alors une série de horsts et de grabens spectaculaires. La zone est riche en flèches sculptées, pitons, pinnacles et canyons aux noms évocateurs : Devil's Kitchen (la Cuisine du Diable), Elephant Hill (la Colline de l'Eléphant), Caterpillar Arch (l'Arche de la Chenille), Druid Arch, Wooden Shoe Arch...

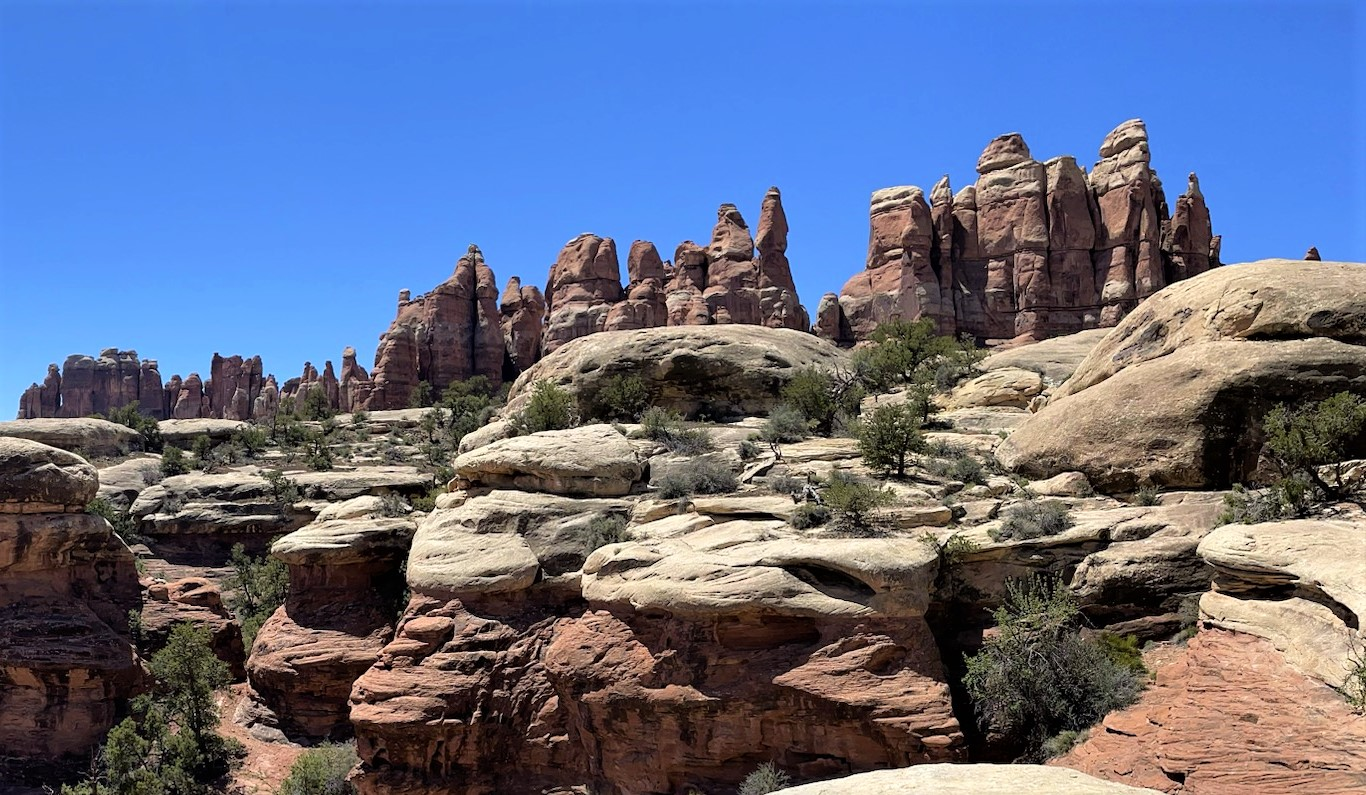
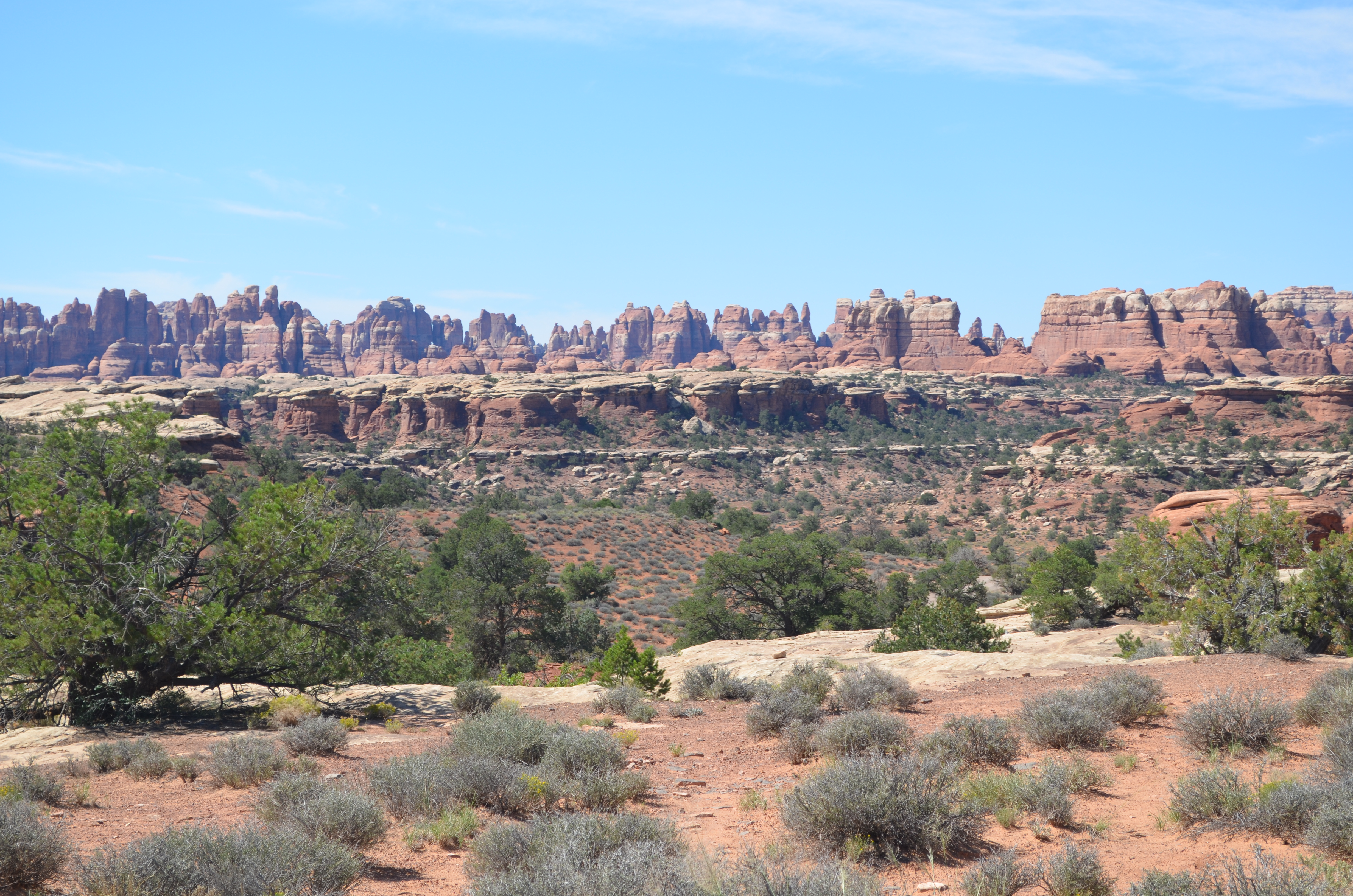
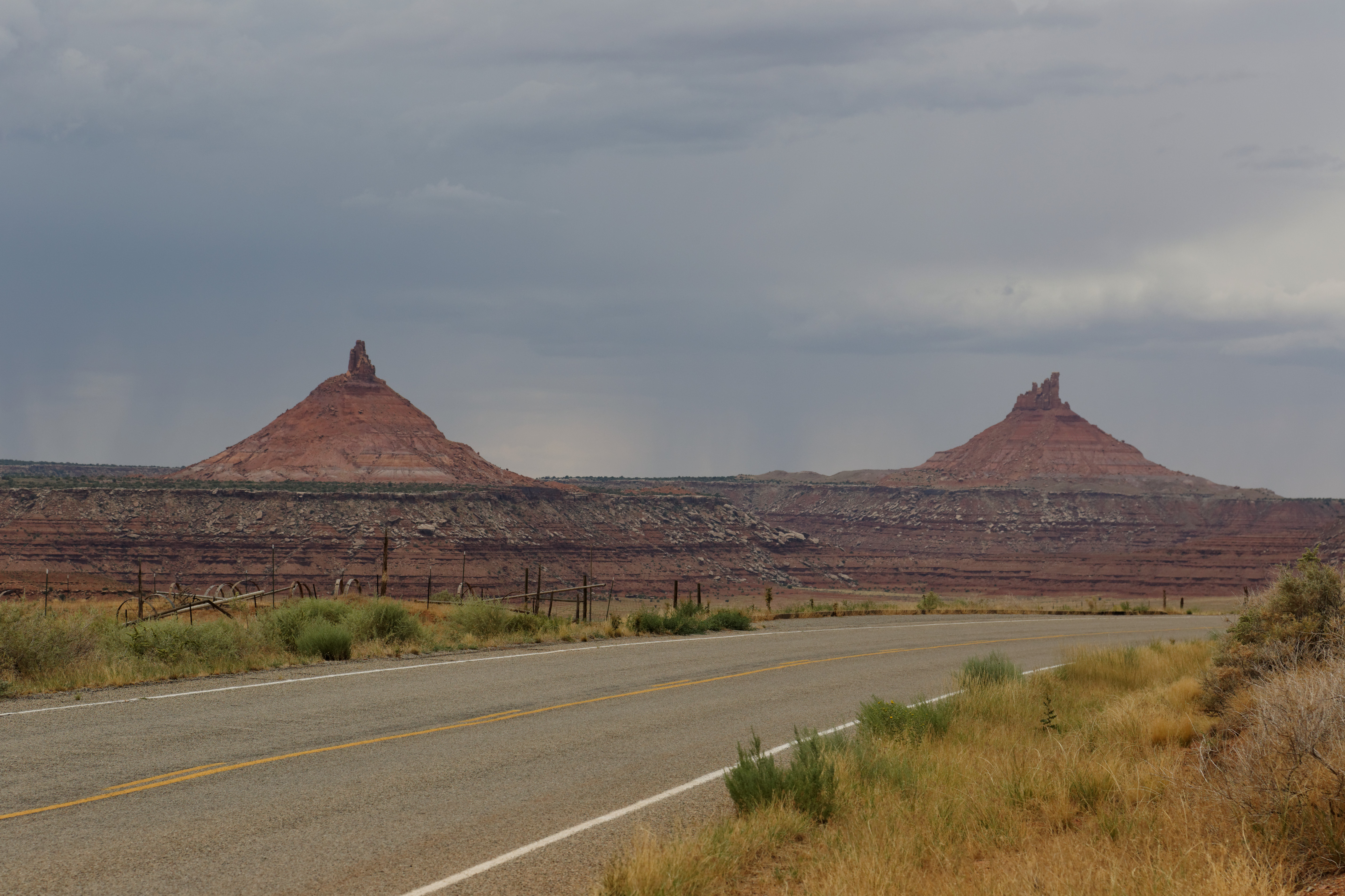
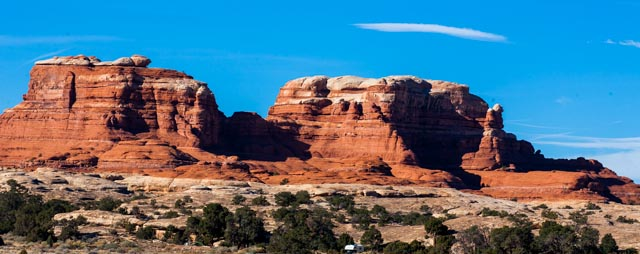

### The Maze(«Le Labyrinthe»)
Troisième et dernière partie du parc, The Maze district (en français, « Le Labyrinthe ») est très difficile d'accès et nécessite un équipement spécialisé. Il s'agit d'un labyrinthe de canyons, de crêtes et d'aiguilles sauvages avec des roches très colorées. Il est un des endroits les plus reculés des États-Unis sans aucun équipement pour les touristes,.

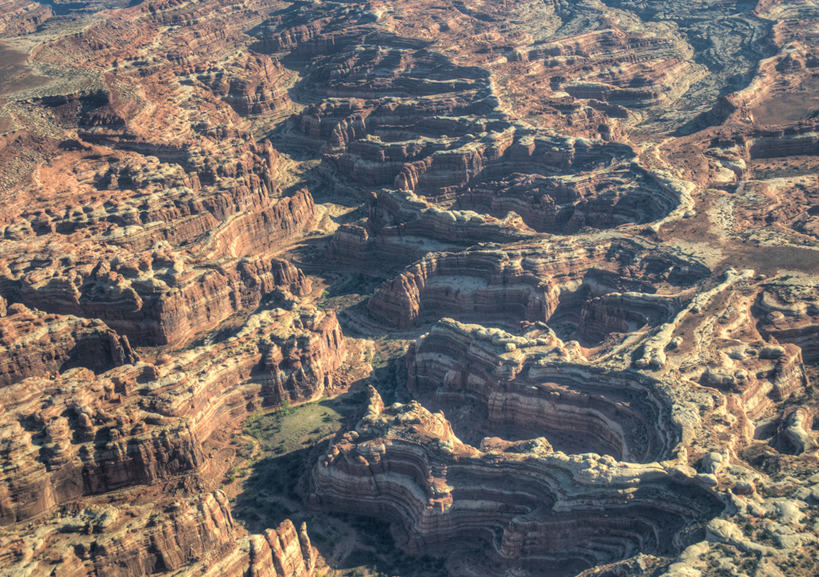
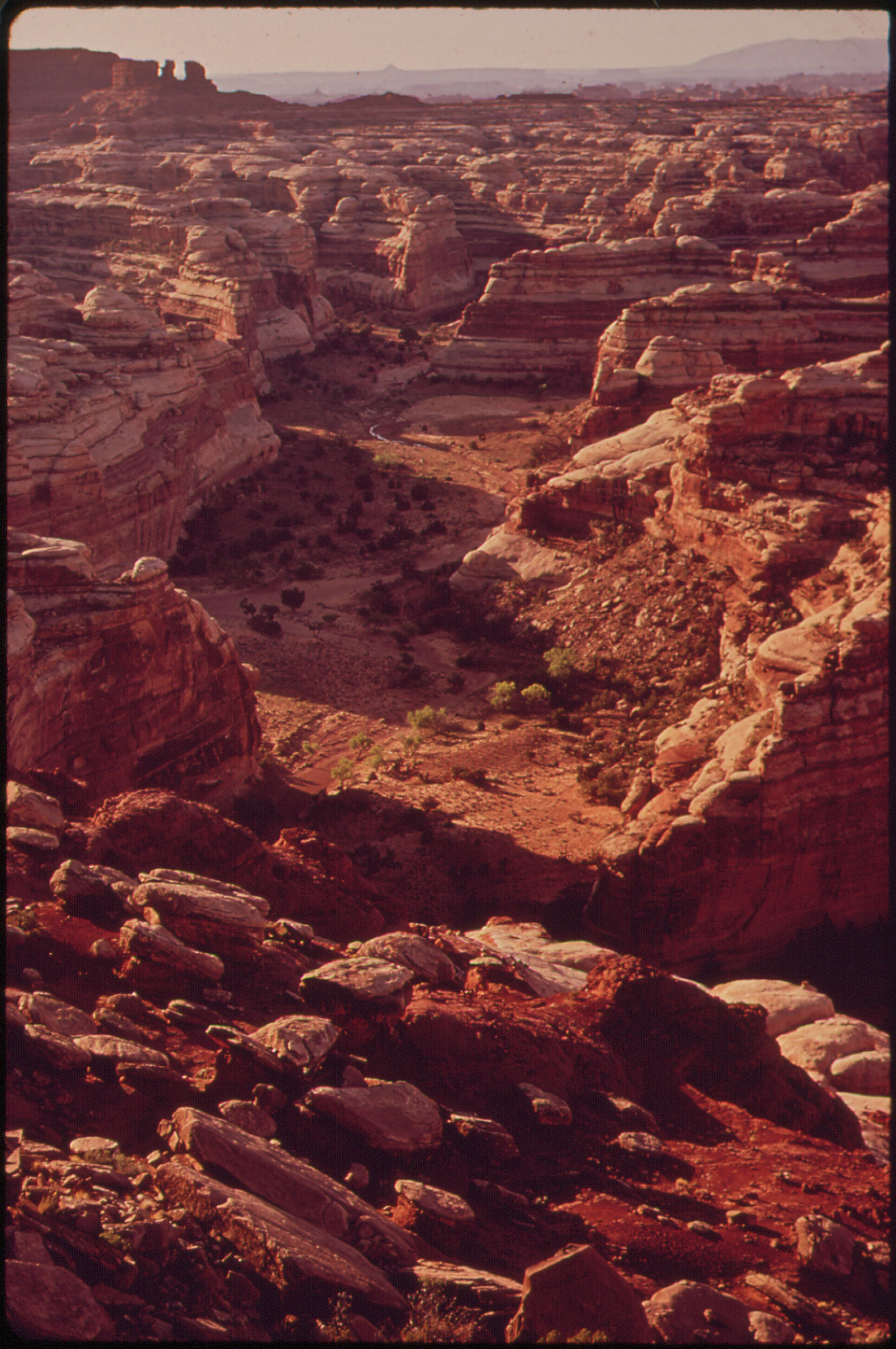
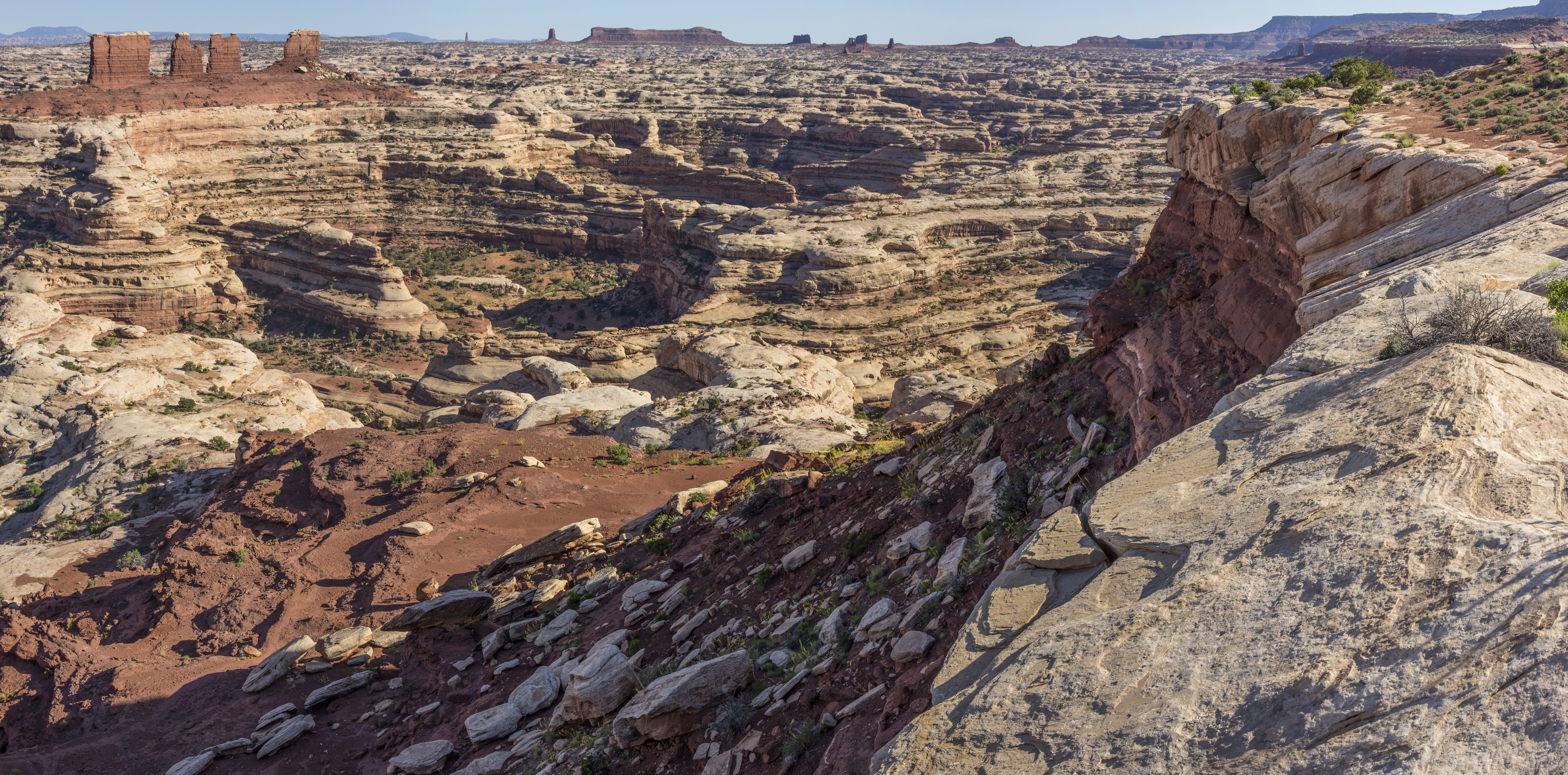

## Histoire

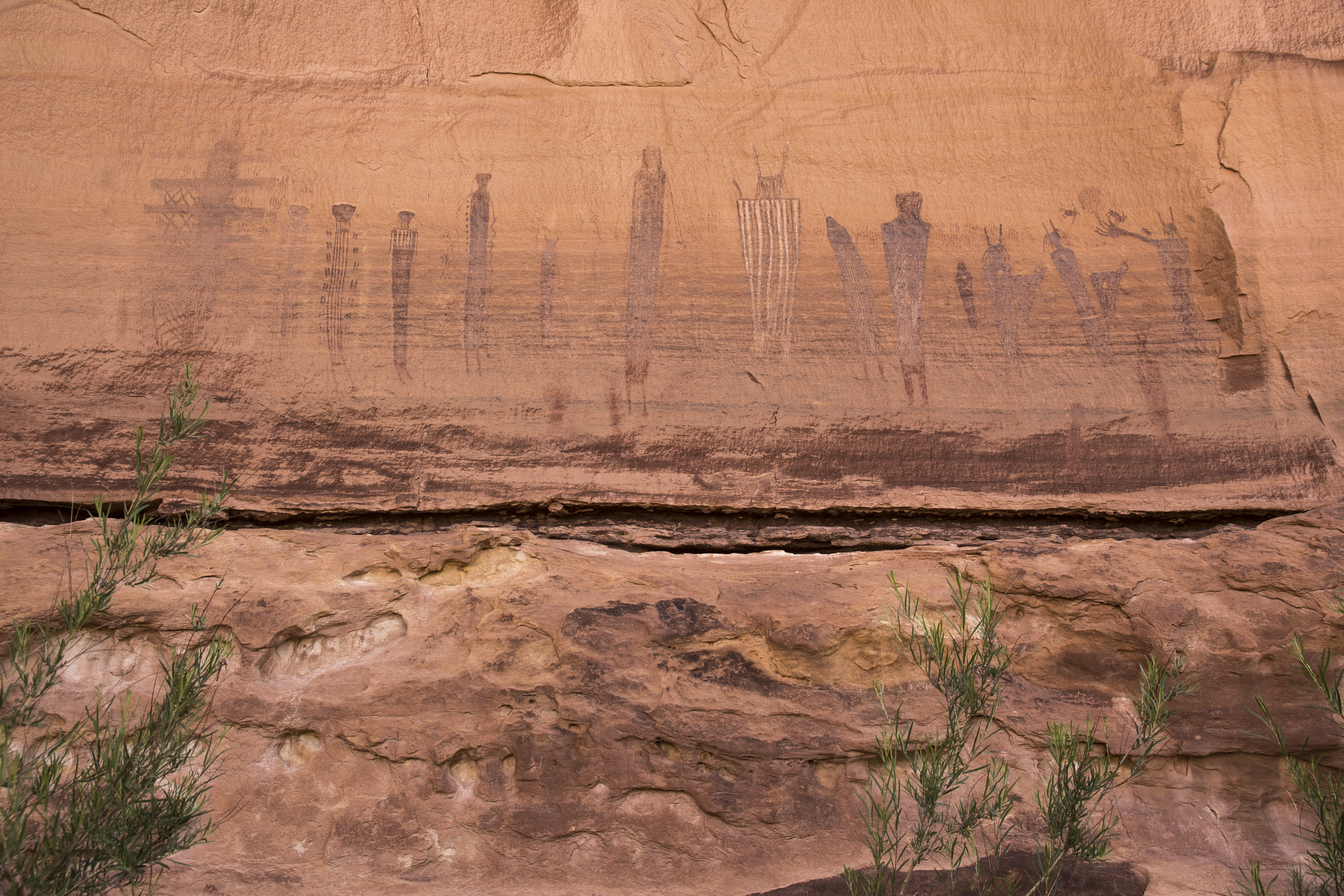
Harvest Scene Pictograph, art préhistorique.

Les premiers Amérindiens ayant fréquenté la région vivaient il y a environ 10 000 ans. Il s'agissait de groupes nomades de chasseurs-cueilleurs. Leur survie dépendait de leur capacité à trouver des plantes sauvages et des animaux. L'absence de structures en dur tend à prouver que ces groupes ne se sont jamais vraiment installés dans la région. Néanmoins, ils ont laissé des traces de leur artisanat et de leur art. Ainsi, plusieurs pétroglyphes ont été retrouvés sur les parois rocheuses de Horseshoe Canyon, notamment à ce qui est aujourd'hui le Horseshoe Canyon Archeological District.
Au début de l'ère chrétienne, il semble que plusieurs groupes amérindiens aient commencé à pratiquer l'agriculture ainsi qu'un petit élevage, les obligeant à se sédentariser. Ils appartiennent au peuple Fremont et aux Anasazis. Ils cultivaient du maïs, des haricots et des courges ; ils élevaient des dindes et des chiens. Ils érigèrent des villages en pierres et en adobe, comparables à ceux de Mesa Verde. Plusieurs groupes ont émigré de Mesa Verde pour s'installer à Salt Creek vers le XIIIe siècle. Plusieurs sites d'habitat troglodytique sont encore visibles aujourd'hui (Roadside Ruin, Aztec Butte… ; voir aussi le Salt Creek Archeological District). À partir du XIVe siècle, il semble que ces peuples amérindiens aient migré vers le sud, peut-être à cause d'une dégradation des conditions climatiques. Les Pueblos, les Acomas, les Zuñis et les Hopis Mesas sont leurs descendants modernes.
Avant la disparition des Anasazis, d'autres peuples indiens apparurent dans la région : les Utes et les Paiutes sont arrivés vers le IXe siècle. Il faut attendre le XIVe siècle pour que les Navajos s'installent depuis le nord. Ces trois peuples vivent encore dans les Canyonlands aujourd'hui.
En 2003, c'est dans le Blue John Canyon que se déroula l'accident d'Aron Ralston, au terme duquel il dut se couper un bras pour survivre. Il a lui-même écrit son histoire, qui est évoquée dans le film de Danny Boyle 127 heures (2011).

## Flore
Sur les hauts plateaux du parc et dans les ravins, la sécheresse recroqueville les arbres mais dans le sable survit une végétation : éphédras, yuccas, herbes dont l'existence est due à la présence de cyanobactéries qui amalgament le sable et permettent ainsi aux plantes de s'enraciner dans un sol stable. 11 espèces de cactus sont recensées.

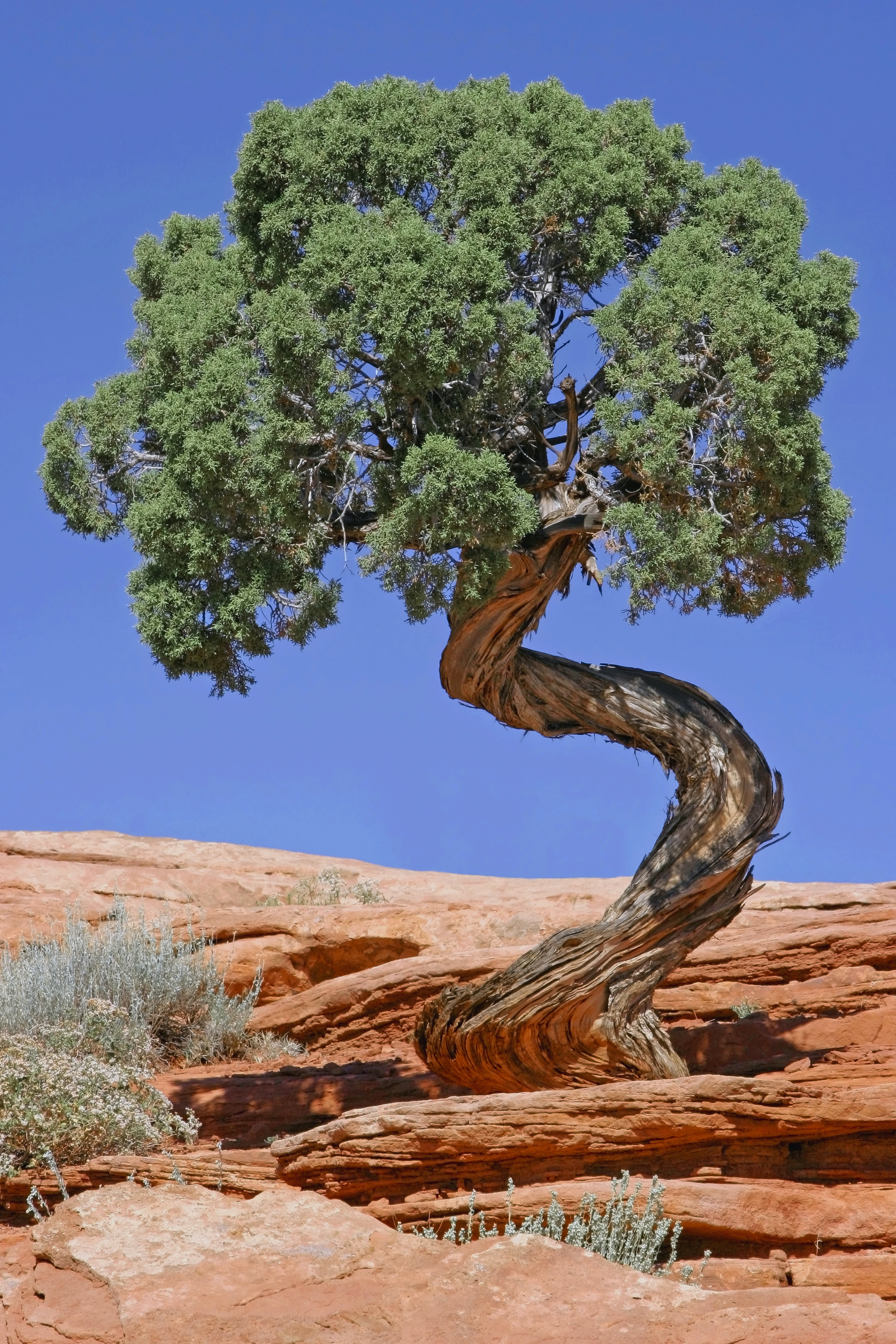
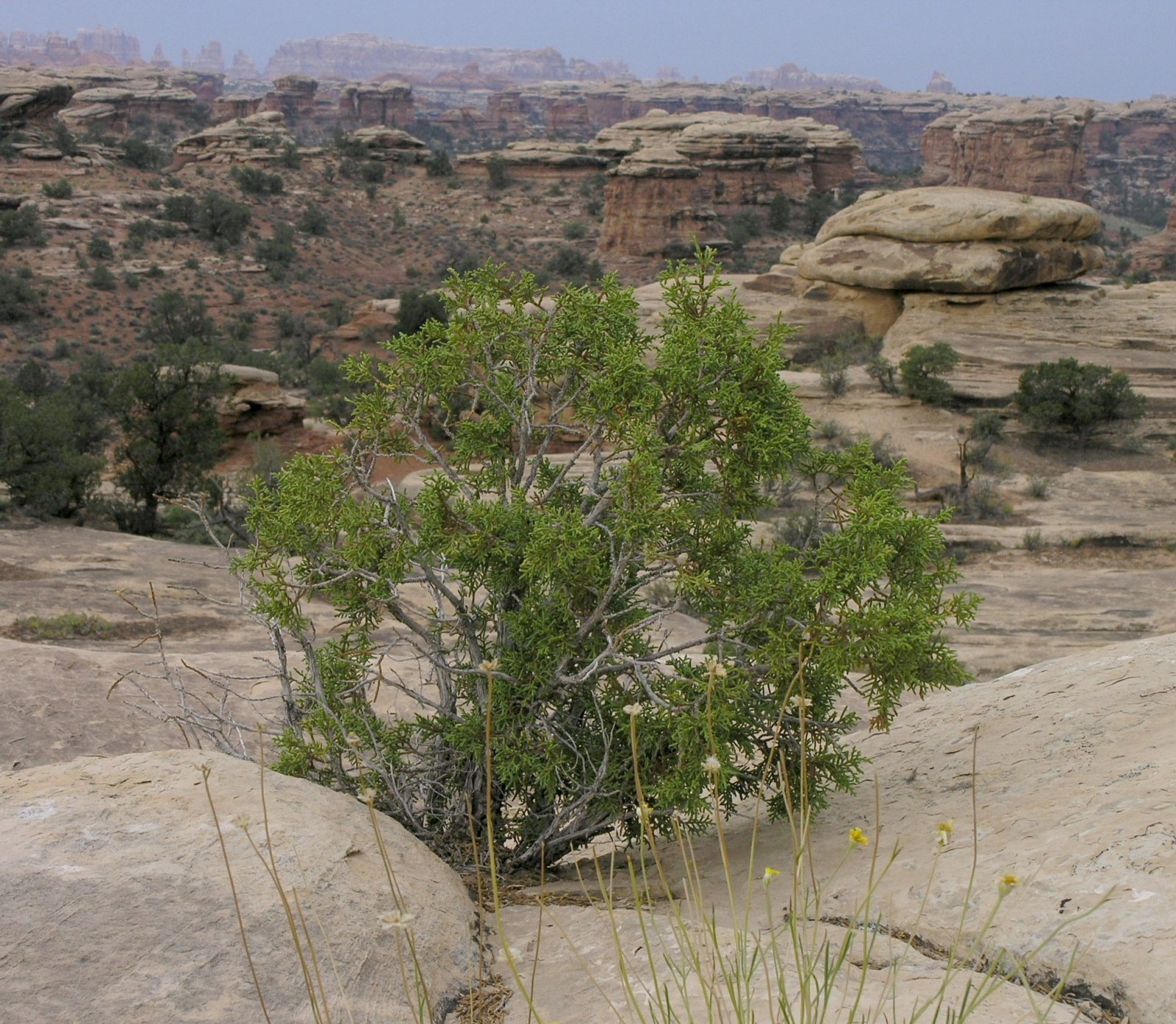
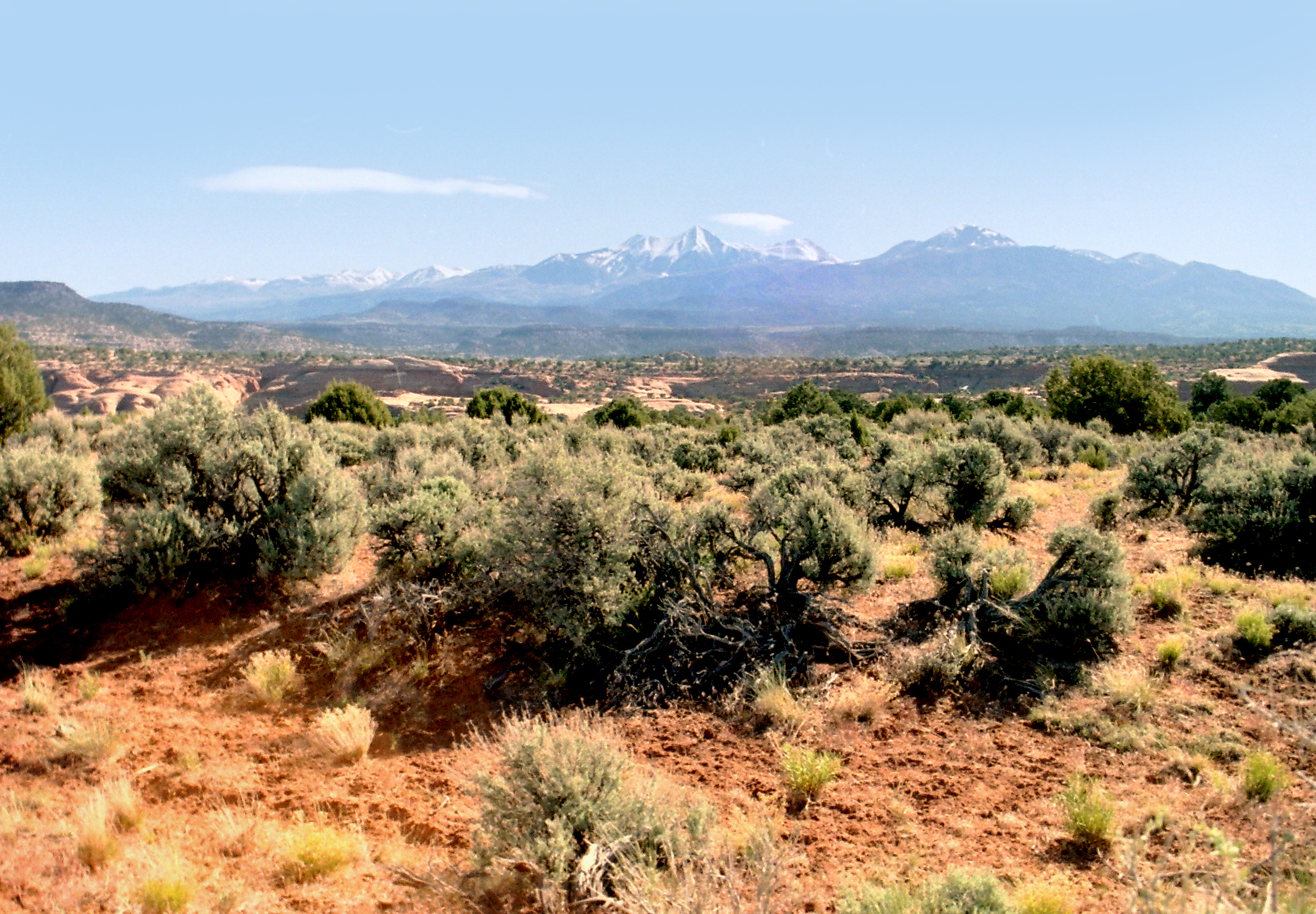
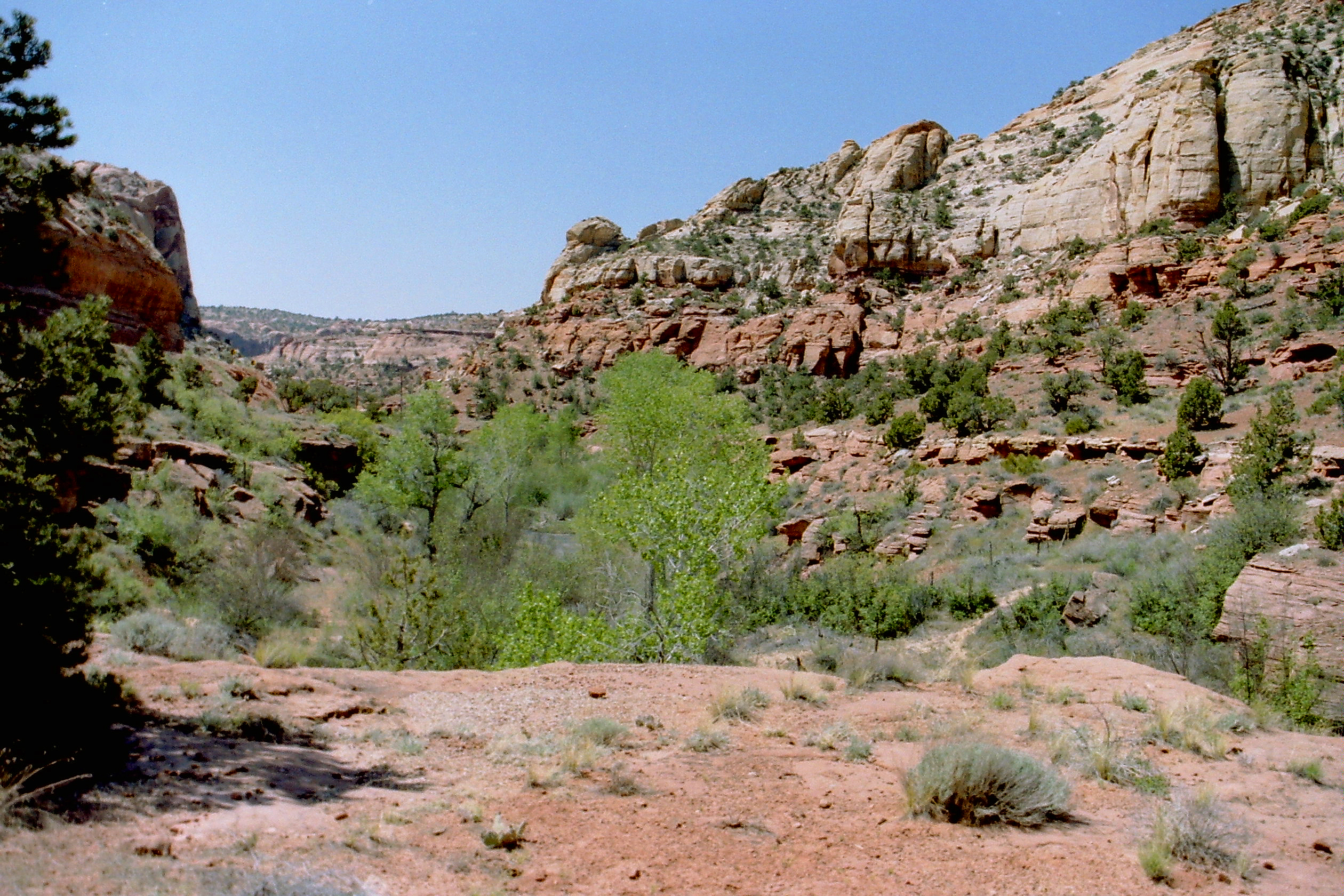

## Faune
Bien que les Canyonlands présentent un aspect minéral et désertique, la vie est omniprésente dans le parc. Les animaux facilement observables sont les oiseaux (aigles...), les lézards et les rongeurs (écureuils, tamias) qui sortent le jour. Comme la flore, la faune s'est adaptée aux conditions climatiques difficiles et changeantes. Beaucoup d'animaux ne sortent que dans la nuit pour profiter de températures plus modérées en été : c'est le cas du neotoma, du rat-kangourou, du sconse, du lynx, du renard, du puma, des chauves-souris et des chouettes. D'autres sortent à la tombée de la nuit ou à l'aube : coyotes, porcs-épics, blaireaux américains, oiseaux, lapins, lièvres, antilopes américaines et cervidés. Les serpents vivent dans un état de torpeur pendant l'hiver et sont nocturnes en été (serpents à sonnettes...).

## Galerie

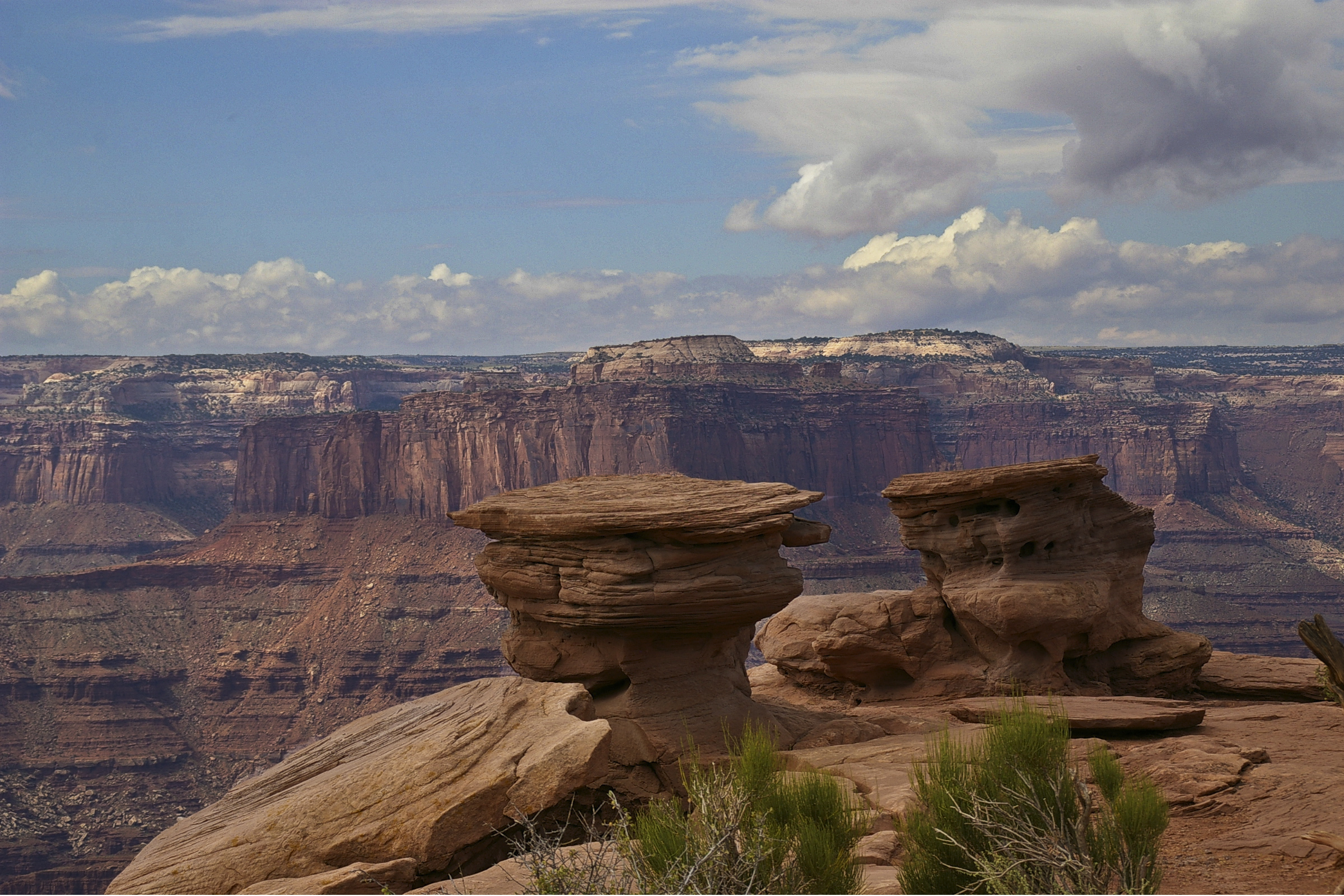
Hoodos.
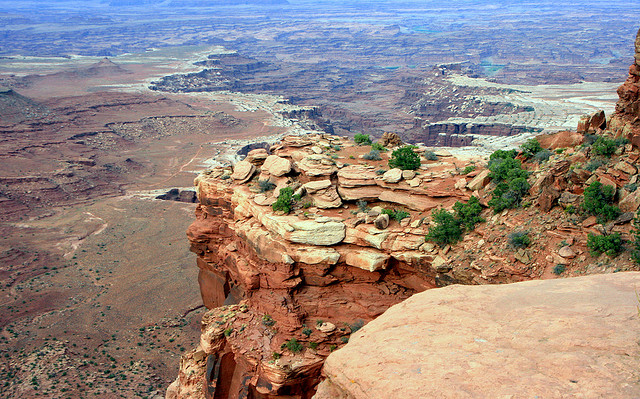
Island in the Sky.
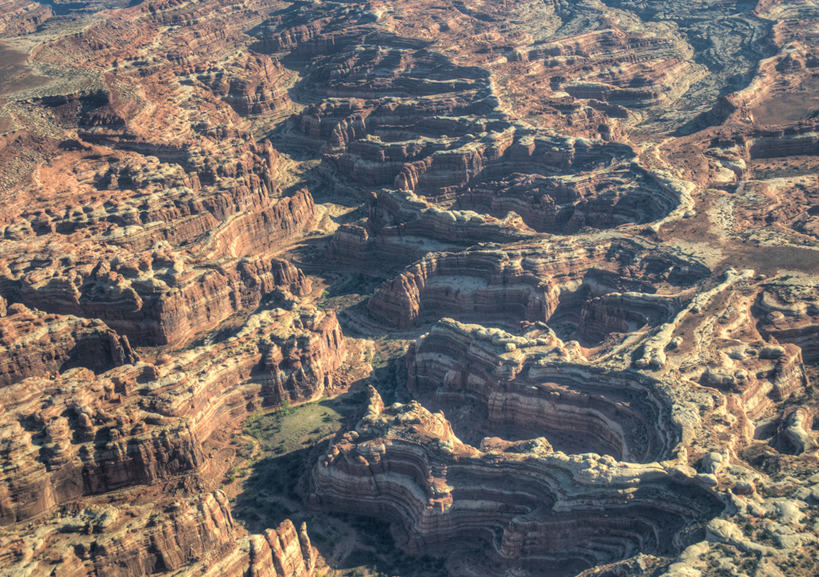
The Maze, vue aérienne.
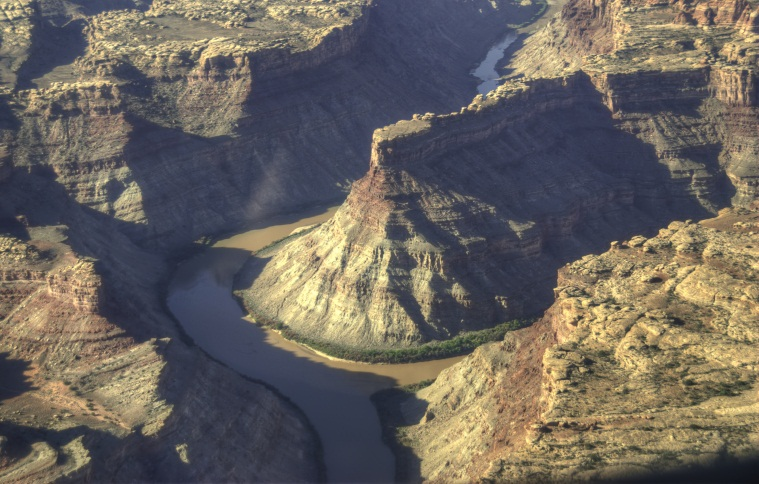
Confluence Overlook.
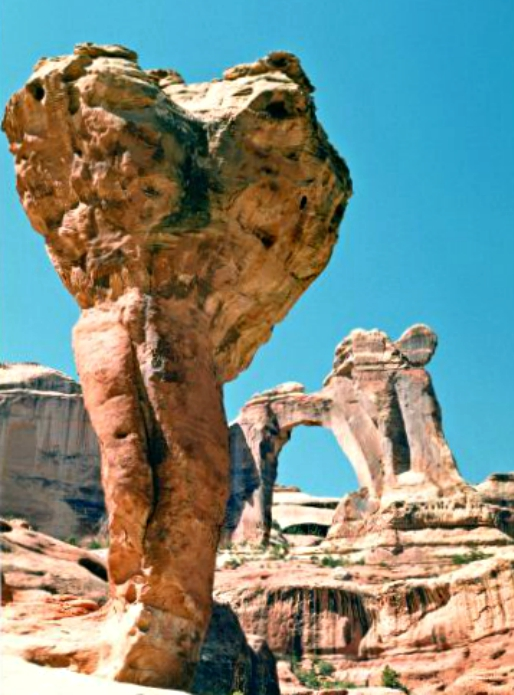
Angel Arch and the Molar.
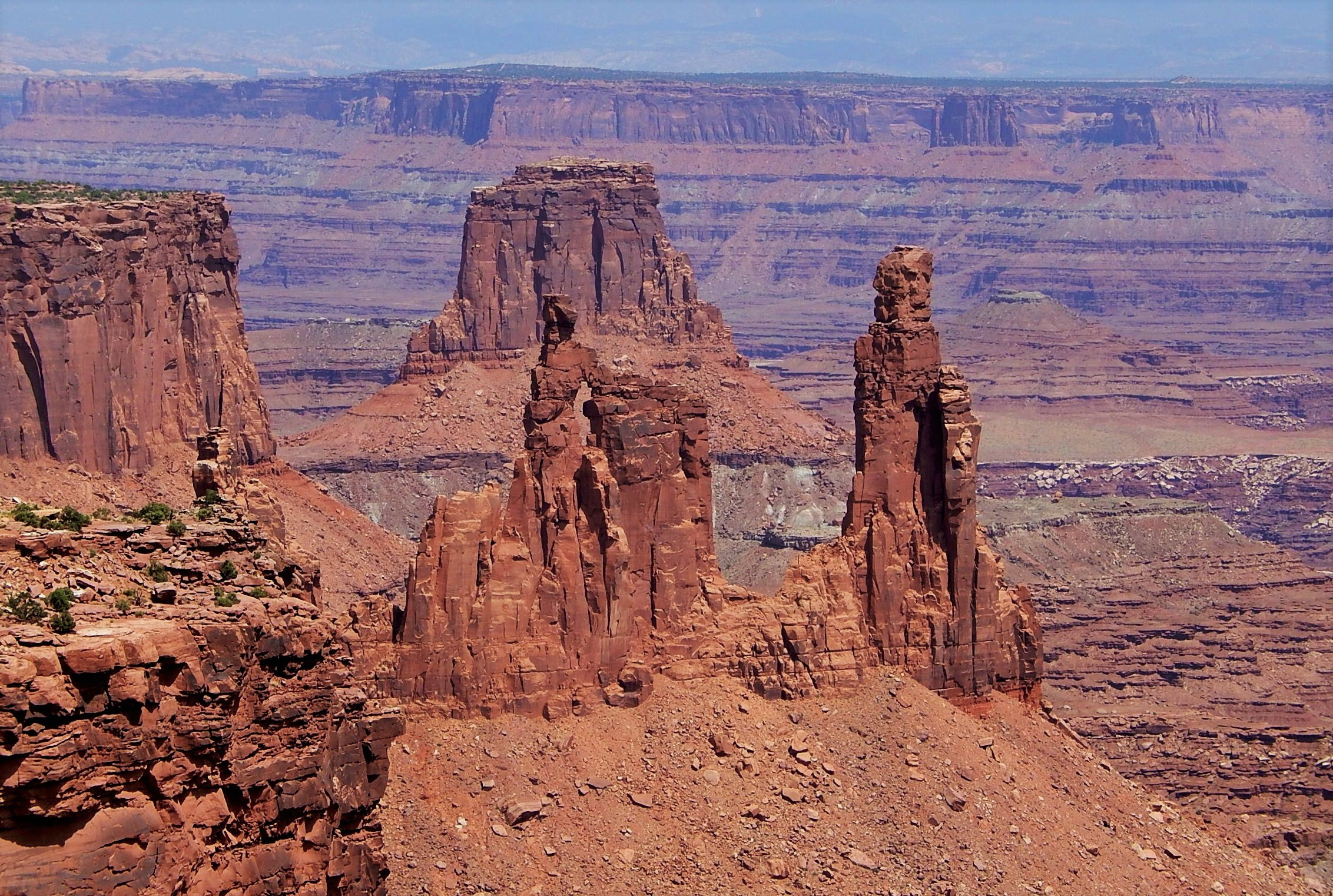
Monster Tower.
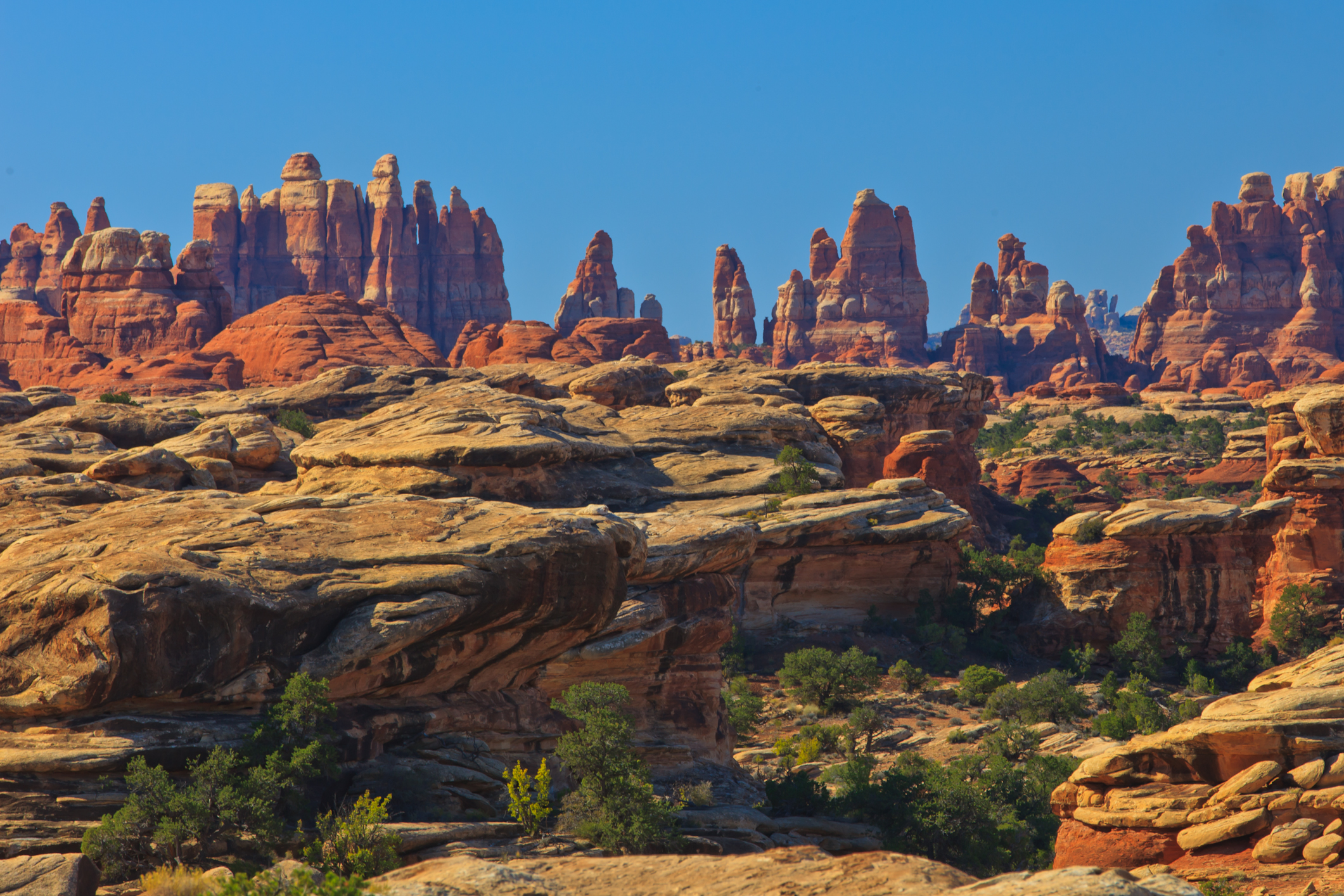
The Needles.
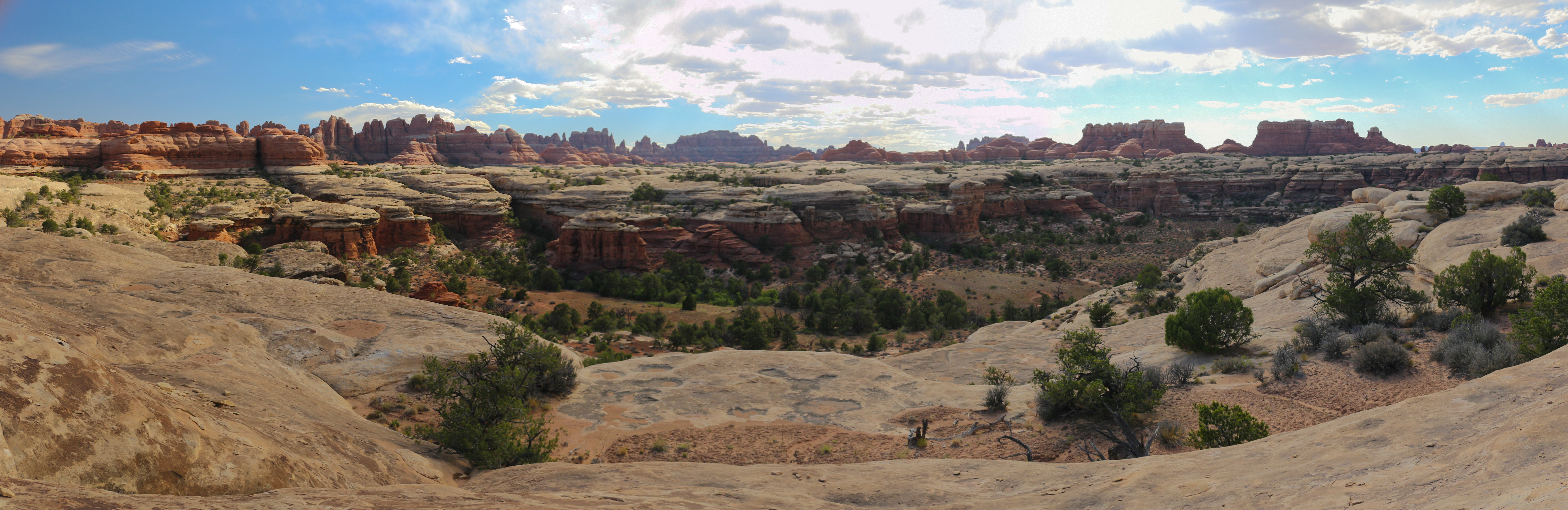
Panorama dans les Needles.
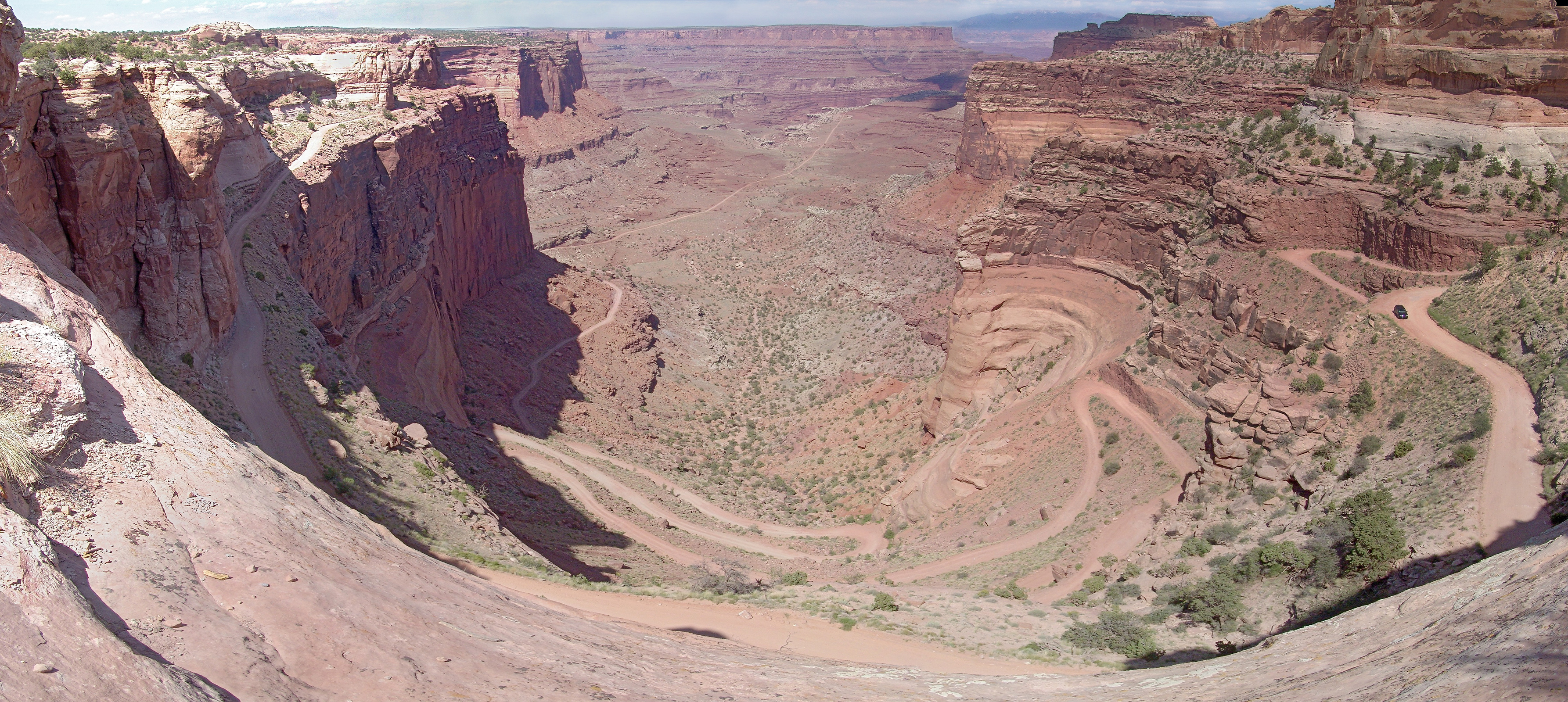
Shafer Canyon Trail.
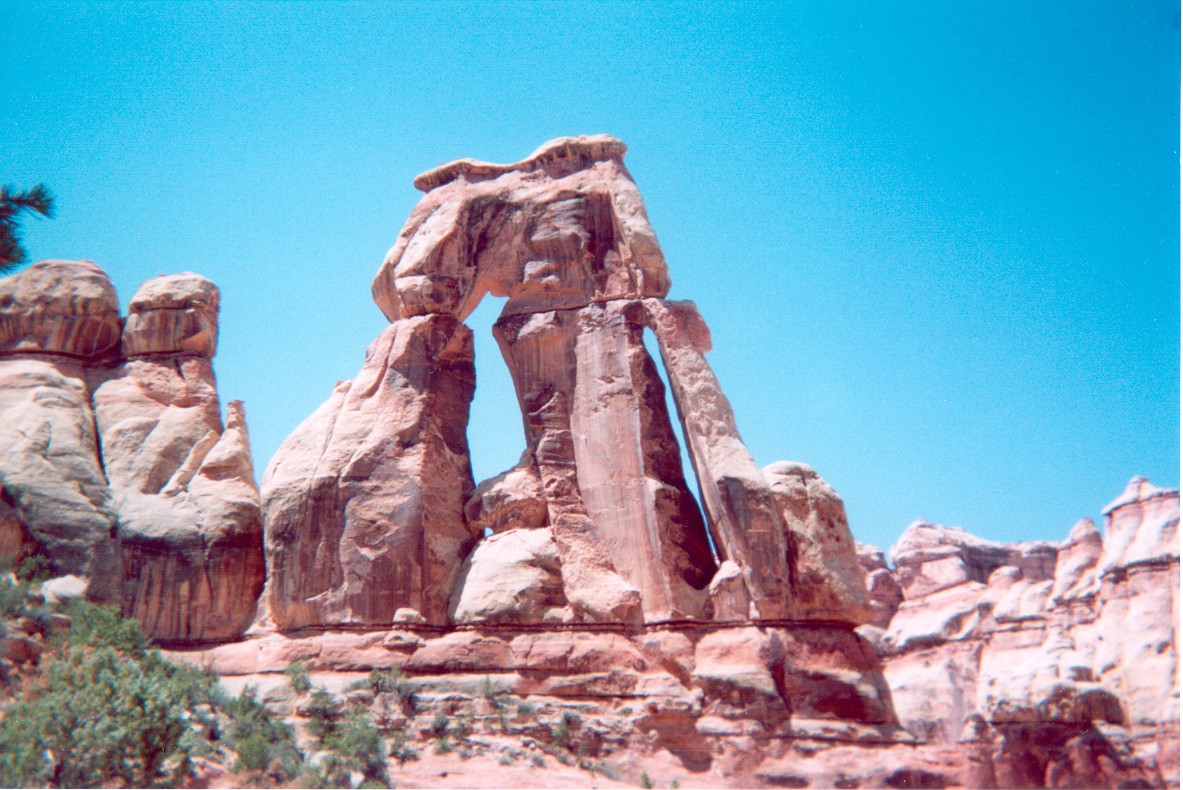
Druid Arch.
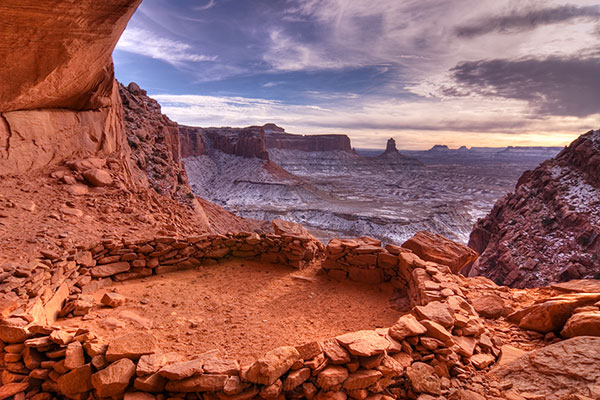
False Kiva.
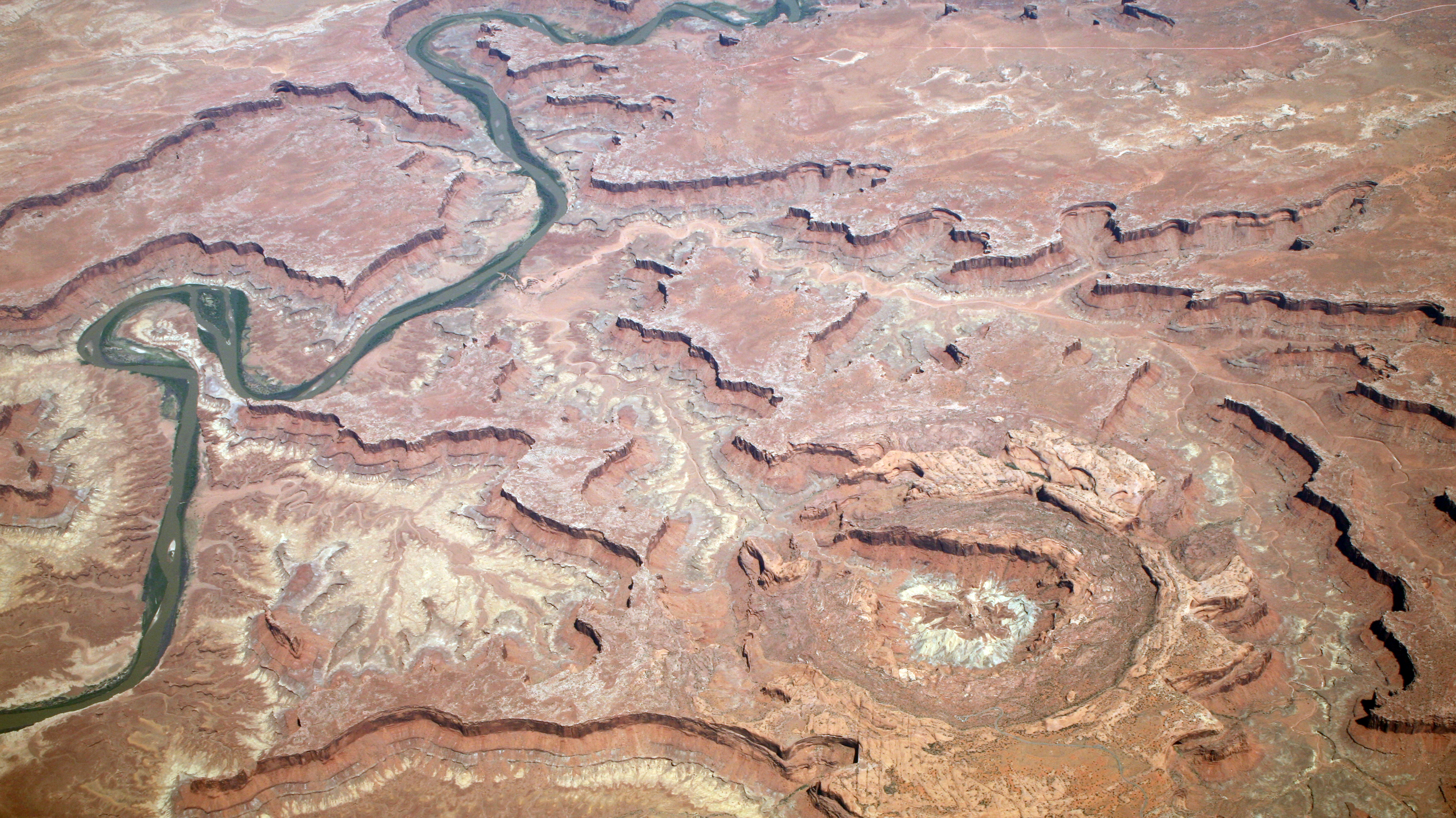
Green River et le dôme d'Upheaval

## Articles liés
- Mesa Arch
- Kirk's Cabin Complex
- Les Mighty Five, nom donnés aux cinq parcs nationaux trouvés dans la moitié sud de l'Utah.